# Mària Sànchez Ledesma
Mària Sànchez Ledesma   (Barcelona, 8 d'abril de 1963 - Barcelona, 16 de març de 2023) va ser una periodista catalana.
Des de la dècada del 1990 i durant 35 anys va treballar als serveis informatius de RTVE Catalunya. El 1997 va ser la creadora i directora del primer programa de televisió de l'estat espanyol dedicat al medi ambient, El escarabajo verde, que en aquell moment presentava Pere Ortín, i que el març del 2023 acumulava 450 episodis.
Des de mitjans de la dècada del 2000 es va especialitzar en informació social i municipal de l'Ajuntament de Barcelona, per tant va cobrir la informació de cinc alcaldes, essent la cara visible de L'informatiu de TVE. El 2016 va rebre la medalla al reconeixement a la trajectòria professional de la Guàrdia Urbana de Barcelona. El 2024, va passar a donar nom a la Biblioteca Zona Nord.
Va escriure la novel·la La República que vam viure, una obra ambientada en el 1931, que ressegueix amb tretze testimonis el moment en què el president Francesc Macià va proclamar la República Catalana. Aquest llibre el va escriure amb el seu marit, Manel Lucas. Era mare de dos fills adolescents, Marcel i Marina.
Va morir la matinada del 16 de març del 2023 de càncer de tiroides. Companys de professió i representants polítics a través de múltiples missatges de condol van destacar que era un referent periodístic i personal.